# 亚龙湾站
亚龙湾站，位于中华人民共和国海南省三亚市吉阳区，是海南东环高速铁路上的高铁站，得名于亚龙湾，于2010年12月30日启用营运，由中国铁路广州局集团管辖。

## 車站周邊
- 田独小学
- 三亚市逸夫中学
- 三亚司马岭自然生态公园
- 三亚雪古丽热带奶牛生态园
- 海南省动漫产业基地
- 海南国家南繁研发中心
- 三亚京润珍珠文化馆

## 歷史
- 2010年12月30日通车启用。

## 外部連結
- 中国铁路客户服务中心（页面存档备份，存于）